# Гаплогруппа L (Y-ДНК)
Гаплогруппа L (M20) — Y-хромосомная гаплогруппа. Определяется SNP (снипами) M11, M20, M61 и M185. Является вторичным потомком гаплогруппы K и первичной ветвью гаплогруппы LT(K1), гаплогруппа L в настоящее время имеет альтернативное филогенетическое имя K1a и является параллельной и наиболее родственной Y-хромосомной гаплогруппе T (K1b).

## Особенности
Мировая концентрация гаплогруппы приходится на Южную Азию, но составляет лишь 11,2 % от всего населения региона (281 из 2504 исследованных людей). В южной Азии отсутствует максимальное разнообразие субкладов (ветвей) L, оно приходится на Западную Азию и Кавказ, достигая пика в полосе, которая охватывает западный край Ирана, северный Ирак и северную Сирию.
Частота L не превышает 10-20 % практически ни у одного народа мира с населением более 1 млн человек, что делает это мужское потомство одним из самых редких на земле. Исключения: 85,2 миллионный народ джат из северо-западной Индии (36.8 %) и двухмиллионная языковая община саураштра с юга Индии (26.1 %). В последнем случае данные могут быть искажены, так как исследовалось всего 46 человек.
На относительную редкость L указывают мужские генетические древа компаний Yfull и FTDNA (лидер по количеству Y-ДНК тестов). Количество выявленного разнообразия ветвей L составляет 339 вариантов у FTDNA и 349 вариантов у Yfull, это около 1 % от количества ветвей, выявленных у всех остальных гаплогрупп (данные на 30 июня 2021).
Одна из самых «горных». Вне южной Индии и южного Пакистана пики концентраций L приходятся на популяции совершенно разных горных регионов планеты:
- Долины, соседствующие с Гималаями и Тибетом. Тянутся цепью от Памира Таджикистана на севере до Ладакха Индии на юге. Преобладает субклад L1a2 с наличием L1a1.
- Cеверный Кавказ. Чечня. L1a2 с небольшим наличием L1b.
- Черноморский регион Турции, вдоль которого пролегают Понтийские горы, достигая пика 3428 метров на восточной окраине. Субклад L1b.
- Два самых горных региона Италии — Тироль на севере и Л’Акуила на юге (исторический Самний). Субклад L1b.

Часть этносов, проживающих в данных регионах, сближаются гипотетической дене/сино-кавказской языковой семьёй, предложенной A. Старостиным в 1980-х годах, ещё до начала генетических исследований человечества.
Наибольшая частота L-M20 приходится на Южную Азию, охватывая соседние Памирские горы Центральной Азии. Пики концентраций L обнаруживаются у популяций Пакистана, Индии и Таджикистана, проживающих в высокогорных долинах в близости от Гималаев и Тибета:
- Брокпа\Минаро — 62,7 % L1a2\L3[12], население 48000 человек. Субэтнос народа шина. Проживают в Ладакхе — на самом высоком плато Индии, населяемом тибетоязычными и индоевропеоязычными людьми. Генетическое исследование вышло в свет в конце 2019 года.
- Джаты — 36,8 % L[7], население 82,5 млн человек. Занимают обширные области северной Индии и Пакистана.
- Калаша\Калаши — 25 % L[13], население 4000 человек. Крайний север Пакистана.
- Бурушо\Буриши — 16 % L[13], население 87000 человек. Крайний север Пакистана.
- Шугнанцы Памира — 16 % L[14], население 90000-115000 человек. Территория Таджикистана к северу от Пакистана.
- Ишкашимцы Памира — 12 % L[14], население 1500 человек. Территория Таджикистана к северу от Пакистана.
- Высокие концентрации L также отмечаются в Южной Индии (17-19 % от региона в целом),[15] у пуштунов северного Афганистана (25 %)[16] и в Пакистане (11,6 % в целом[13], 28 % на западе страны, включая Белуджистан[1]). Встречается в Таджикистане, Узбекистане, Турции, а также более низкими частотами в Иране и на всём Ближнем Востоке. В течение тысячелетий этот мужской ген присутствовал очень низкими частотами на Кавказе и в Европе.

## Открытия
Гаплогруппа L и три её субклада были обнаружены в 2006 году учёным S. Sengupta
В 2014 году был обнаружен редкий субклад — L2-L595 который встречается только в Европе и западной Азии и отстоит от субкладов L1 генетической дистанцией в 23000 лет до общего предка. Это наводит на мысли о ближневосточной зоне зарождения гаплогруппы L. Байесовский анализ 165 Y-хромосом с высоким охватом свидетельствует о западноазиатском происхождении L1-M22 ~ 20,6 тыс. лет назад.
В 2020 году у этнического курда из северной Сирии был выявлен редкий промежуточный субклад L1a3-M2533*, входящий в ветвь L1a-M2481, но не имеющий родство с ветвями L1a1-M27 и L1a2-M357/L1307 ближе, чем на 17 000 лет до общего предка.

## Филогенетическое древо с возрастами субкладов, и географией их высоких концентраций
За основу взяты древа ISOGG (2018) и Yfull (v7.06.00). Приведена распространенная в научных работах номенклатура геномутаций.
L M20, M11, M61, M185 (гаплогруппа зародилась 42600 л. назад и распалась 23000 л. наз. на два субклада L1 и L2)
• L1 M22 (зародился 24000 лет наз. и распался 18200 лет наз. на два субклада — L1a и L1b)
• • L1a M2481 (зародился 18200 лет наз. и распался 17000 лет наз. на L1a1, L1a2 и L1a3)
• • • L1a1 (L1, L1a до 2015) M27, M76
Юг Индии в абсолютном большинстве связан с дравидоязычными народами. Исключение — 82.5 миллионый народ джат северной Индии, 36,8 % мужчин этого народа являются носителями L, однако точный процент L1a1 неизвестен.
• • • L1a2 (L3, L1c до 2015) M357, L1307 (Возраст до общего предка -
Пакистан: пики на юге и в высокогорных долинах на крайнем севере.
Памир Таджикистана.
Индия: Очень высокая концентрация 62,7 % на крайнем севере в Ладакхе, у этнической группы брокпа\минаро, которая составляет около половины от народа шина. В целом L1a2 составляет около 1 % на всю страну, рассеян по всей южной Индии крайне низкими частотами.
Чечня (Северный Кавказ, Россия). Уже более 1000 человек числятся в таблице чеченского национального ДНК проекта «Сhechen-noahcho dna project», созданного на базе американской лаборатории FTDNA. Его данные показывают, что от 7 до 14 % чеченских мужчин являются носителями L1a2, однако никто это число официально не уточнял. ДНК-исследования кавказцев, проведённые О. Балановским в 1998—2009, годах происходили в Чечне во времена боевых действий и не охватили все регионы республики.
• • • L1a3 (M2533*)
Северная Сирия, Турция. Крайне редок, на 2021 год известно лишь два его носителя. Выявлен у курда из северной Сирии в 2020-м году.
• • L1b (L2 до 2015) M317, L655
Северная Турция и восточная часть Альп.
• L2-L595 обнаружен в 2014-м году
Европа и западная Азия. Крайне редок. Не имеет родства с другими ветвями ближе 23000 лет до общего предка.

## Происхождение и общая география субкладов
L-M2645*/M20/PF5570* сформировалась около 42,6 тыс. лет назад, последний общий предок современных носителей гаплогруппы L жил 24,2 тыс. лет назад. L-M20 происходит от Y-хромосомной гаплогруппы LT, которая происходит от гаплогруппы K-M9. По словам доктора Спенсера Уэлса гаплогруппа L зародилась в сложной системе Памирских гор на территории нынешнего Таджикистана, и мигрировала на территорию Пакистана и Индии 30 000 лет назад. Тем не менее, большинство других иcследований указывают на западноазиатское происхождение гаплогруппы L и связывают её экспансию в долину Инда с неолитическими фермерами. На сей день абсолютное большинство исследованных останков неолитических фермеров показывают субклад G2a2-L30 гаплогруппы G (в прошлом G2a3), только очень малая часть относится к потомству гаплогруппы J2. Палео-ДНК центральной и южной Азии эпохи неолита всё ещё не исследована, однако научная работа Singh 2016, посвящённая изучению современного распространения J2 в южной Азии, отмечает, что география её распространения в мире сходится c расположением агрокультурных центров.
Учёные McElreavy и Quintana-Murci, описывая Индскую (Хараппскую) цивилизацию, утверждают, что «[т]олько Y-хромосомная гаплогруппа L-M20 имеет высокую среднюю частоту — 14 % в Пакистане и поэтому отличается от всех других гаплогрупп по своему частотному распределению. L-M20 также найдена, хотя и более низкими частотами, в соседних странах, таких как Индия, Таджикистан, Узбекистан и Россия. Как распределение частот, так и предполагаемое время экспансии (~ 7000 лет назад) этой генетической линии позволяют предположить, что её распространение в долине Инда может быть связано с экспансией местных фермерских групп в период неолита».
Обширное исследование Sengupta 2006, в котором была изучена Y-ДНК 728 индийцев и 176 пакистанцев, выявило три субклада гаплогруппы L: L1-M76,M27 (ныне L1a1), L2-M317 (ныне L1b) и L3-M357 (ныне L1a2, L-1307 по yfull.com). Почти все индийские носители гаплогруппы L показали субклад L1a1, причем L1a2, отстоящий от L1a1 генетической дистанцией в 17000 лет, оказался очень редким (0,4 % 3/728). В Пакистане же субклад L1a2 составил 86 % от всей L и достиг средней частоты 6,8 % в целом. L1a1 выявлена с частотой 7,5 % в Индии и 5,1 % в Пакистане, пик её разнообразия приходится на Махараштру — прибрежную западную часть Индии. Субклад L1b был найден только в Пакистане — 1,14 % (2 из 176).
Имеющиеся результаты исследований Y-ДНК мировых популяций, множество из которых приведены в данной статье, показывают редкость распространения субклада L1b-M317 в южной и центральной Азии, в то же время данный субклад имеет большинство носителей L-M20 в западной Азии и Европе. У субкладов L1a1 и L1a2 всё предстоит наоборот, их частота резко падает вне территорий южной Азии и исторической Бактрии. Из ненаучных данных это подтверждает и ДНК-проект «Haplogroup L» на базе коммерческой лаборатории FTDNA (около 700000 Y-хромосомных ДНК-тестов), состоящий из 795 носителей L-M20 со всего мира. (7.06.2019)
Высокая частота субклада L1a2-M357 в Европе и на Кавказе обнаруживается только у нахоязычных народов Кавказа, в большей части у чеченцев — более 10 % (110 из 922 человек на 26.06.2019 г.) в проекте «Chechen-Noahcho DNA project», созданном на базе американской лаборатории FTDNA. Исследование Balanovsky 2011, в котором участвовало 1525 мужчин из 14 популяций Кавказа, выявило L1a2 только у чеченцев и ингушей.

## Палеогенетика
- L1a1-M27 определили у представителей халколита Армении из пещеры Арени (около 6 тыс. л. н.)[40][47]. Субклад имели все трое индивидов мужского пола из пещеры Арени. У образца I1632 субклад L1a1-M27>Y31961* определён компанией Yfull[48]. В пещере были обнаружены самые древние кожаная обувь (5500 л. н.)[49][50][51], юбка[52], винодельня[53]
- Cубклад L2-L595 определён у троих представителей поздней майкопской культуры. Образец SIJ002.A0101 из могильника Синюха в Адыгее, образцы MK5001, MK5004 — могильник Марьинская 5[54] у границ Ставропольского края и КБР. Возраст останков 5141—5173 лет назад[55]
- L2-L595 найден у образца ALA084 из турецкого Алалаха (2006—1777 лет до н. э. или 3556±25 лет до настоящего времени)[56]
- L1a определили в БМАК (Бактрийско-Маргианский археологический комплекс) на крайнем юге Узбекистана. Образец i4285 из Саппали-тепе имеет возраст 1873—1661 лет до н. э. с калибровкой. Возраст i5604 из могильника Бустан — 1880—1697 лет до н. э.[47]
- L1a обнаружен у пяти образцов найденных в Пакистане, возраста от 1300 до 800 лет до нашей эры[47]
- L-M20 определили у филистимлянина найденных в Ашкелоне (Израиль)[57]
- L1-M22>L1b-M317 определили у образца F4 из некрополя рядом с мастерской в Касаль-Бертоне (Рим, Италия, 100—300 года)[58]
- L1a1-Y31961* определили у гунна из Тянь-Шаня (на территории Киргизстана), образец DA85 (ERS2374343) имеет возраст 1781 л. н. без калибровки[59]. Ветвь определена компанией Yfull[48]
- L1a2 (L-M357) определили у представителя отрарской культуры KNT005 из могильника Коныр-Тобе (256—381 гг.) на юге Казахстана[60]
- Исследование ДНК скелета гуннского периода из Музея естественной истории (г. Будапешт), датированного средней третью V века, показало, что он имел Y-хромосомную гаплогруппу L[61]
- L2-L595>L-BY106184* определили у образца VK355 с острова Эланд (лен Кальмар, Швеция). Останки датируются 847 годом (± 65 лет)[62]. Субклад L-Y31961* определён компанией Yfull[63]
- L1a1b[64] определили у средневекового образца VK538 (XI—XIII века) с кладбища в 3,5 км от города Троя на юге Италии в Апулии, которое использовалось во времена завоевания Италии норманнами[62]
- L1b-B374 определили у двух позднесредневековых образцов из Черри Хинтон в Кембриджшире (мтДНК: T2b4 и U5b3e)[65]

## Распространение

### Южная Азия
Обширное исследование (Mahal 2018) по южной Азии в целом, состоящее из 2504 образцов мужской ДНК из Индии, Бангладеш, и Пакистана — выявило 11,2 % L-M20 (281 из 2504).
Индия

Встречается чаще среди дравидийских каст (около 17-19 %), и реже среди индоарийских (около 5-6 %). Может достигать 68 % в некоторых племенах и кастах Карнатаки, 38 % в некоторых кастах Гуджарата, 48 % в некоторых кастах Тамилнада, и 12 % по общей частоте в Пенджабе. Более ранние исследования (например, Wells 2001) сообщают об очень высокой частоте (приближающейся к 80 %) гаплогруппы L-M20 в Тамилнаде, по-видимому, из-за экстраполяции данных полученных из выборки 84 калларов — тамило-говорящей высокой касты правителей Тамилнада, среди которых 40 (приблизительно 48 %) показали мутацию M20 определяющую гаплогруппу L. Присутствие гаплогруппы L-M20 редко встречается среди племенных групп (около 5,6-7 %).
68 % L-M20 было обнаружено у племени Корова из Карнатаки, 38 % в касте Барвад (Bharwad) из округа Джунагадх в Гуджарате, 21 % в касте Чаран из округа Джунагадх в Гуджарате, 17 % в племени Каре Воккал (Kare Vokkal) из Уттара Каннада в Карнатаке. Также встречается с низкой частотой в других популяциях областей Джунагадх и Уттара Каннада. L-M20 имеет большая часть мужчин (36,8 %) среди Джатов в Северной Индии, и встречается у 16,33 % Гуджаров в Джамму и Кашмире. Обнаружена у 18,6 % Конканских (Читпаванских) брахманов и 15 % маратхов Махараштры. L-M20 также обнаружена у 32,35 % Воккалигов и у 17,82 % Лингаятов Карнатаки. L-M20 обнаружена на уровне 20,7 % среди амбалакараров, 16,7 % среди Айенгаров, и 17,2 % среди Айеров (брахманская каста) Тамилнада. L-M11 встречается частотой 8-16 % среди индийских евреев. 2 % L-M11 обнаружено у Сидди — народа Африканского происхождения. В целом гаплогруппа L-M20 в настоящее время присутствует в индийской популяции с общей частотой около 7-15 %.
Пакистан

Наибольшая концентрация L-M20 в Пакистане тянется вдоль реки Инд, где 3300-1300 лет до н. э. процветала Индская (Хараппская) цивилизация. Наибольшая частота и разнообразие L1a2-M357 обнаружены в Белуджистане — 28 %, другая точка концентрации L1a2-M357 находится в горных изолированных долинах на севере страны, там он обнаружен у 16,5 % Буришей и 25 % Калашей. У Пакистанских Пуштунов численность которых составляет около 32 млн чел. процент M357 составил около 7 % (Firasat 2007), исследование Lee 2014 (270 человек) показало результат — 5,9 % В среднем M357 имеет распространение 11,6 % по всему Пакистану.
Афганистан

Пуштуны являются самым многочисленным народом Афганистана (около 14 млн человек). Исследование (Lacau 2012) ДНК 190 мужчин показало, что гаплогруппа L-M20 с общей частотой 9,5 % является второй по численности мужской линией среди них, субклад L1a2-M357 составил 7,5 % из 9,5 %. Исследование демонстрирует существенную разницу распределения L-M20 по обеим сторонам хребта Гиндукуш — L выявлена у 25 % северных афганских пуштунов и 4,8 % южных. В частности, L1a2-M357 составляет большинство как на севере (20,5 %), так и на юге (4,1 %). В более раннем исследовании, в котором участвовало меньшее количество образцов, сообщалось, что L1a2-M357 составляет 12,24 % от общего количества афганских пуштунов.
Таджики — второй по численности народ в Афганистане (ок. 9-11 млн человек), сконцентрированный в северных провинциях страны. Выявлено 6,34 % L1a (9 из 142). Из них 5 L1a2 и 4 L1a1. Провинции — Балх (6 чел.), Бадахшан (2 чел.), Саманган (1 чел.)
У узбеков (ок. 4 млн чел) выявлено 9,52 % L (12/126). Из них L1a1 — 6 чел, L1a2 — 5 чел. L1b — 1 чел. — северныe провинции Дзаузджан, Сари-Пуль, Балх (1 чел.)
Хазарейцы 2,97 % L-M20 (3/101) — 2 человека в пров. Балх и 1 человек в пров. Бамиан.

### Западная Азия
| Популяции         | Распространение | Источники |
| ----------------- | --- | --- |
| Турция            | 57 % — деревня Афшар, 12 % (10/83) — Черноморский регион, 6,6 % (7/106) — Турки из Турции. Также — 4,2 % (1/523 L-M349 и 21/523 L-M11(xM27, M349)) | Cinnioğlu 2004, Gokcumen 2010 Karafet 2016 |
| Иран              | Самое обширное исследование Grugni 2012 (938 мужчин,15 этносов, 14 провинций) показало результат — 5 % L-M20 (L1a1 — 1,8 % L1a2 — 1,5 % L1b — 1,5 % L* — 0,2 %) Результаты других исследований, часть которых вошла в Grugni 2012: 54,9 % (42/71) — у зороастрийских священников среди Парсов 22,2 % L1b и L1c в южном Иране (2/9) 8 % — 16 % L2-L595, L1a, L1b и L1c у Курдов Курдистана (2-4/25) 9,1 % L-M20 (7/77) у персов восточного Ирана 3,4 % L-M76 (4/117) и 2,6 % L-M317 (3/117), в целом 6,0 % (7/117) L-M20 в Южном Иране 3,0 % (1/33) L-M357 в северном Иране 4,2 % L1c-M357 Азербайджанцев в провинции восточный Азербайджан (1/21) 4,8 % L1a и L1b у Персов из Исфахана (2/42) | Regueiro 2006, Grugni 2012, Cristofaro 2013, Malyarchuk 2013, Lopez 2017 |
| Сирия             | 51.0 % (33/65) Сирийцев в Ракке, 31,0 % у восточных Сирийцев. В абсолютном большинстве L1b-M317 | El-Sibai 2009 |
| Саудовская Аравия | 15.6 % (4/32 из L-M76 и 1/32 of L-317) 1,91 % (2/157=1.27 % L-M76 и 1/157=0.64 % L-M357) | Karafet 2016 and AbuAmero 2009 |
| Курды             | Турция 3,2 % в юго-восточной Турции (Flores 2005) | Flores 2005 |
| Ирак              | 3.1 % (2/64) L-M22 (Sanchez 2005) Северный Ирак (Dogan 2017) Язиды — 10,09 % (11/109 все L1b-m317) Арабы — 3,70 % (4/108 L1a-m27 — 3 чел. L1b-m317 −1 чел) Курды — 2,73 % (3/110 L1a-M27 — 2 чел. L1c — 1 чел.) Туркмены 2,73 % (3/110 L1b-m317 — 2 L1a-m27 — 1) Ассирийцы — 1,09 % (1/92 L1a-m27) | Sanchez 2005 Dogan 2017 |
| Оман              | 1 % L-M11 | Luis 2004 |
| Катар             | 2.8 % (2/72 L-M76) | Cadenas 2008 |
| Арабы ОАЭ         | 3.0 % (4/164 L-M76 и 1/164 L-M357) | Cadenas 2008 В небольшой выборке, взятой у друзов Израиля, гаплогруппа L была обнаружена у 7 человек из 20 (35 %). С другой стороны, исследования, проведенные на более широких выборках, показали, что мутация L-M20 в среднем составляет 5 % среди друзов Израиля, 4 % среди друзов Ливана. Кроме этого, она не была обнаружена вообще в выборке из 59 друзов Сирии. |

### Центральная Азия
| Популяции        | Распространение | Источник                                              |
| ---------------- | --- | ----------------------------------------------------- |
| Казахи           | 1 % (3/300) L1c-m357 — 2 чел. в Жамбыльской и Восточно-Казахстанской областях. L1b-m317 — 1 чел. в Акмолинской обл. | Zhabagin 2018                                         |
| Таджики          | Таджикистан 7,74 % (13/168) Шугнан — 7\44 Ишкашим — 3\25 Душанбе — 2\16 Худжанд — 1\22 (Wells 2001). 22,5 % 9\40 — из них L1a2 — 4 (Malyarchuk 2013) Северный Афганистан 6,34 % L1a (9 из 142). Из них 5 L1a2 и 4 L1a1. Провинции — Балх (6 чел.), Бадахшан (2 чел.), Саманган (1 чел.)           | Malyarchuk 2013, Wells 2001, Cristofaro 2013          |
| Узбеки           | Узбекистан L-M20 3,0 % 11/366 (Wells 2001). L-M20 5,12 % (11/215) 5-Хорезм 4-Фергана 2-Ташкент, из них L1a2-M357 3 — 2-Фергана 1-Xорезм (Balanovska 2017) Северный Афганистан 9,52 % L (12/126). Из них L1a1 — 6 чел, L1a2 — 5 чел. L1b — 1 чел. — северныe провинции Балх, Дзаузджан, Сари-Пуль. | Wells 2001, Cristofaro 2013, Zhabagin-Balanovska 2017 |
| Уйгуры           | 16.7 % (1/6) L1c-M357 в Киргизстане | Cristofaro 2013                                       |
| Памирцы          | 16 % (7/44) Шугнанцы , 12 % 3/25 Ишкашимцы, 0/30 Бартанги | Wells 2001                                            |
| Хазарейцы        | 2.97 % L-M20 (3/101) — 2 человека в пров. Балх и 1 человек в пров. Бамиан | Cristofaro 2013                                       |
| Ягнобцы          | 9.7 % (3/31) | Wells 2001                                            |
| Бухарские Арабы  | 9.5 % (4/42) | Wells 2001                                            |
| Дунгане          | 8.3 % (1/12) L1c в Киргизстане | Cristofaro 2013                                       |
| Уйгуры (Lopliks) | 7.8 % (5/64) L-M357 деревня Qarchugha, округ Lopnur, Синцзян | Liu 2018                                              |
| Каракалпаки      | 4.5 % (2/44) | Wells 2001                                            |
| Уйгуры           | 4.4 % (3/68) | Karafet 2001 and Hammer 2005[                         |
| Tуркмены         | Афганистан 4,1 % (3/74) L1a-M27 в Джаузджан | Cristofaro 2013                                       |
| Челканы          | 4.0 % (1/25) | Dulik 2012 and Dulik 2012                             |
| Киргизы          | 2.7 % (1/37) L1c сев. запад и 2,5 % (1/40) L1a в центре Киргизстана | Cristofaro 2013                                       |
| Казанские Татары | 2.6 % (1/38) | Wells 2001                                            |
| Хуэй             | 1.9 % (1/54) | Karafet 2001                                          |
| Башкиры          | 0.64 % (3/471) | Lobov 2009                                            |

### Кавказ
| Популяции        | Распространение | Источник                                                       |
| ---------------- | --- | -------------------------------------------------------------- |
| Армяне           | от 1,63 % (12/734) до 4,3 % (2/47) | Weale 2001 and Wells 2001                                      |
| Лазы             | 41.7 % (15/36) L1b-M317 | Balanovsky 2017                                                |
| Грузины          | 20 % (2/10) в Гали, 14,3 % (2/14) в Чохатаури, 12,5 % (2/16) в Мартвили, 11,8 % (2/17) в Абаше, 11,1 % (2/18) в Багдати, 10 % (1/10) в Гардабани, 9,1 % (1/11) в Адигени, 6,9 % (2/29) в Омало, 5,9 % (1/17) в Гурджаани, 5,9 % (1/17) в Лентехи. Также — 1,5 % (1/66) L-M357(xPK3) , 1,6 % (1/63) L-M11 | Battaglia 2008, Semino 2000 and Tarkhnishvili 2014             |
| Дагестан         | 9.5 % L1b-M317 (4/42) у Аварцев, 8,3 % (2/24) L1a2-M357 у Татов, 11,76 % (2/17) L1b-M317 у горских Евреев 3,7 % (1/27) Чамалинцев, | Yunusbaev 2006, Caciagli 2009, Karafet 2016                    |
| Чеченцы и Ингуши | Чеченцы Из ненаучных данных: Более 10 % L1a2-M357 и около 1 % L1b-M317 (110 из 922 и 9 из 922 человек на 26.06. 2019 г.) в ДНК-проекте «Chechen-noahcho dna project» созданном на базе американской лаборатории FTDNA. 14 % (14/100) L1a2-M357 у чеченцев из Ауховского района Дагестана (Balanovsky 2011) Ингуши Из ненаучных данных: 7 % L1a2-M357 (20/277) в ДНК-проекте «Ingush DNA project» Все чеченцы и ингуши носители L1a2-M357 происходят от ветви L-Y6266 возрастом 3300 лет, которая является западно-Азиатской и отстоит от средне и южно Азиатских ветвей генетической дистанцией в 6000-7000 лет. | Chechen-Noahcho DNA project Ingush DNA project Balanovsky 2011 |

### Европа
| Популяция                      | Распространение | Источник                          |
| ------------------------------ | --- | --------------------------------- |
| Валь-ди-Фасса (Fascia). Италия | 19.2 % L-M20 | Valentina Coia 2013               |
| Валь-ди-Нон (Nonstal). Италия  | 10 % L-M20 | F. di Giacomo 2003                |
| Южный Тироль, Италия           | 8.9 % Ладино-язычных из Валь Бадия 8,3 % Валь Бадия, 2,9 % долина Пустерталь, 2,2 % германоязычных из Валь Бадия, 2 % германоязычных в верхнем Финшгау, 1,9 % германоязычных в нижнем Финшгау и 1,7 % Итальяноязычных в Больцано | Pichler 2006 and Thomas 2008      |
| Самний, Италия                 | 10 % Аквиланцев L-M20 | Alessio Boattini 2013             |
| Виченца, Италия                | 10 % Венецианцев L-M20 | Alessio Boattini 2013             |
| Восточный Тироль, Австрия      | L-M20 1,9 % у Тирольцев в регионе Б (Isel, Lower Drau, Defereggen, Virgen, Kals valley) | H.Niederstätter 2012              |
| Северный Тироль, Австрия       | L-M20 0,8 % Ройтте | D.Erhart 2012                     |
| Архангельская область, Россия  | 5.9 % Русских L1c-M357 (Нет результатов исследования в открытом виде, требуется уточнение информации) | Hongyang Xu 2014                  |
| Португалия                     | 5.0 % в Коимбра | Beleza 2006                       |
| Болгария                       | 3.9 % у Болгар | Karafet 2016                      |
| Фландрия, Бельгия              | L1a*: 3,17 % в Мехелен 2,4 % в Тюрнхаут and 1,3 % в Де-Кемпен. L1b*: 0,74 % на западе и востоке | Larmuseau 2010 and Larmuseau 2011 |
| Гипускоа, Испания              | L1b 1,7 % | Young 2011                        |